# Пайн-Ридж (округ Коллиер, Флорида)
Пайн-Ридж (англ. Pine Ridge) — статистически обособленная местность, расположенная в округе Коллиер (штат Флорида, США) с населением в 1965 человек по статистическим данным переписи 2000 года.

## География
По данным Бюро переписи населения США статистически обособленная местность Пайн-Ридж имеет общую площадь в 4,92 квадратных километров, из которых 4,66 кв. километров занимает земля и 0,26 кв. километров — вода. Площадь водных ресурсов округа составляет 5,28 % от всей его площади.

## Демография
По данным переписи населения 2000 года в Пайн-Ридж проживало 1965 человек, 544 семьи, насчитывалось 806 домашних хозяйств и 957 жилых домов. Средняя плотность населения составляла около 399,39 человек на один квадратный километр. Расовый состав населённого пункта распределился следующим образом: 97,56 % белых, 0,97 % — чёрных или афроамериканцев, 0,15 % — коренных американцев, 0,46 % — азиатов, 0,15 % — выходцев с тихоокеанских островов, 0,41 % — представителей смешанных рас, 0,31 % — других народностей. Испаноговорящие составили 3,10 % от всех жителей статистически обособленной местности.
Из 806 домашних хозяйств в 29,2 % воспитывали детей в возрасте до 18 лет, 58,4 % представляли собой совместно проживающие супружеские пары, в 6,5 % семей женщины проживали без мужей, 32,5 % не имели семей. 27,3 % от общего числа семей на момент переписи жили самостоятельно, при этом 10,7 % составили одинокие пожилые люди в возрасте 65 лет и старше. Средний размер домашнего хозяйства составил 2,44 человек, а средний размер семьи — 3,00 человек.
Население статистически обособленной местности по возрастному диапазону по данным переписи 2000 года распределилось следующим образом: 25,0 % — жители младше 18 лет, 3,6 % — между 18 и 24 годами, 22,0 % — от 25 до 44 лет, 30,7 % — от 45 до 64 лет и 18,7 % — в возрасте 65 лет и старше. Средний возраст жителей составил 45 лет. На каждые 100 женщин в Пайн-Ридж приходилось 90,4 мужчин, при этом на каждые сто женщин 18 лет и старше приходилось 87,9 мужчин также старше 18 лет.
Средний доход на одно домашнее хозяйство статистически обособленной местности составил 60 150 долларов США, а средний доход на одну семью — 78 308 долларов. При этом мужчины имели средний доход в 52 083 доллара США в год против 32 768 долларов среднегодового дохода у женщин. Доход на душу населения статистически обособленной местности составил 60 150 долларов в год. 1,7 % от всего числа семей в населённом пункте и 1,9 % от всей численности населения находилось на момент переписи населения за чертой бедности, при этом 2,6 % из них были моложе 18 лет и 2,5 % — в возрасте 65 лет и старше.